# Кульчіївці
Кульчії́вці — село в Україні, у Кам'янець-Подільському районі Хмельницької області.

## Назва
Основні частини села мають власні назви: Куликівка, Заваликут. Нинішня назва села, народна назва Кульчиївці пов'язана з топонімом Куликівка. Обидва імені — Кульчиївці й Куликівка походять від давньоруського імені, ймовірно прізвиська одного з перших поселенців. Найдавніша форма цього імені (чи прізвиська) — Кулик. Його слід виводити від назви відомого птаха.

## Географія
Село Кульчіївці розташоване за 8,2 кілометрів від Кам'янця-Подільського біля річки Баговичка. Через село проходить автомобільний шлях територіального значення Т 2317.

### Клімат
Кульчіївці знаходяться в межах вологого континентального клімату з теплим літом. Але діяльність людини досить часто призводить до екоциду, поганих змін та глобального потепління. Рівень наповнення річок водою по області становить лише 20 % від необхідного стандарту, значна частина земної поверхні стає посушливою. Для покращення ситуації варто було б проводити ревайлдинг, відновлювати екосистеми та лісові насадження.

## Історія
Перша згадка в документах про село датована — 1405 роком. У цей рік Іоанн Руталт (Рутальт) і Лаврентій Шульк (Шулька) отримали від польського короля Владислава II Ягайла три подільські села. Це Боришківці, Княже та Кульчіївці. Натомість нові власники цих сіл зобов'язувалися служити Кам'янецькому замкові.
Церква святого Михайла існувала в селі щонайменше з 1702 року. До 1795 року церква в Кульчіївцях, як і багато інших подільських храмів, була греко-католицькою, а після загарбання Російською імперією насильно переведена у православну. Після 1905 року старий храм зруйновано, а поряд збудовано новий в неоросійському стилі.
У XVIII столітті село належало польському шляхтичу Францішеку Марковському.
За часів Російської імперії Кульчіївці входили до Баговицької волості Кам'янецького повіту Подільської губернії.
На початку XIX століття села Слобідка-Кульчієвецька та Кульчіївці були одним цілим.
В 1917-1920 роках Кульчіївці входили до складу Української Народної Республіки. Частини Української Галицької Армії на деякий час розташувалися в селах: Вербка, Безнісківці, Цівківці, Ходорівці, Янчинці, Кульчіївці, Баговиця, Станіславівка. Унаслідок поразки Перших визвольних змагань, село надовго окуповане російсько-більшовицькими загарбниками.
Радянська окупація принесла колективізацію та розкуркулення, мешканці села зазнали репресій. У багатьох частинах Поділля відбувались масові селянські повстання, проти радянської влади.
7 березня 1923 року реформа адміністративно-територіального устрою Радянської України віднесла Кульчіївці до Китайгородського району.
В 1932–1933 роках селяни села пережили сталінський геноцид.
По закінченню Другої світової війни у 1946—1947 роках мешканці села вчергове пережили голод.
З 24 серпня 1991 року село входить до складу незалежної України.
З 14 серпня 2017 року шляхом об'єднання сільських рад, село увійшло до складу Слобідсько-Кульчієвецької сільської громади. Об'єднання в громаду має створити умови для формування ефективної і відповідальної місцевої влади, яка зможе забезпечити комфортне та безпечне середовище для проживання людей.
22 травня 2021 року поблизу села Кульчіївці сталася трагедія, впала повітряна куля з пасажирами.
28 липня 2022 року релігійна громада сільського храму Святого Архістратига Михаїла перейшла з Московського патріархату в Православну Церкву України.
Колишній орган місцевого самоврядування — Кульчієвецька сільська рада.

## Населення
За переписом населення України 2001 року в селі мешкало 1039 осіб.

### Мова
У селі поширені західноподільська говірка та південноподільська говірка, що відносяться до подільського говору, який належить до південно-західного наріччя.
100 % населення вказало своєю рідною мовою українську мову.

## Інфраструктура
У селі є:
- школа,
- клуб,
- бібліотека,
- медпункт,
- магазини,
- садиба сім'ї Онищуків.[8]

## Релігія
- Церква Святого Архистратига Михаїла (ПЦУ)

## Охорона природи
Село лежить у межах національного природного парку «Подільські Товтри».

## Спорт
Село має аматорську футбольну команду «Олімп» (Кульчіївці), яка періодично грає чемпіонаті Кам'янець-Подільського району з футболу.

## Відомі люди

### Народилися
- Цвігун Анатолій Тимофійович — професор, член спеціалізованої Ради Національного аграрного університету та член експертної ради ВАК з питань зооінженерії та ветеринарної медицини.
- Войтков Микола Олександрович — український військовослужбовець, парамедик у 33 бригаді медичного пункту другого батальйону.[10]